# Sheri Martinelli
Pour les articles homonymes, voir Martinelli.
Sheri Martinelli est une peintre et poétesse américaine née le 17 janvier 1918 à Philadelphie et morte le 3 novembre 1996. Elle a fréquenté plusieurs artistes américains du XXe siècle et a notamment été la muse et la maîtresse d'Ezra Pound.

## Biographie
Shirley Burns Brennan naît à Philadelphie le 17 janvier 1918. Son grand-père paternel est pêcheur, sa grand-mère prétend descendre du poète écossais Robert Burns ; sa mère, Mae Trindell, vient de la Nouvelle-Orléans. Aînée de quatre enfants, elle commence à se faire appeler Sherry à l'adolescence. Prêtant ultérieurement une influence numérologique néfaste à ce prénom, elle le modifie en Sheri. La famille quitte Philadelphie pour Atlantic City mais à la fin des années 1930 Sheri regagne sa ville natale pour des études artistiques, notamment dans le domaine de la céramique à la Philadelphia School of Industrial Arts.  
Elle y rencontre le peintre et sculpteur Ezio Martinelli (en), son aîné de cinq ans, dont les toiles abstraites connaissent un petit succès. Elle l'épouse vers 1939 et une fille prénommée Shelley (du nom du poète) naît en 1943. La famille s'installe à New-York mais Sheri quitte Ezio dans les deux ans qui suivent, lui laissant la garde de l'enfant,. 
Vivant à Greenwich Village, elle devient la protégée d'Anaïs Nin, qui la décrit longuement dans son Journal. On loue « sa beauté étrange et son excentricité attachante ». Au printemps 1946, elle joue dans un film expérimental de Maya Deren, Ritual in Transfigured Time. Le poète français Charles Duits, qui croise lui aussi dans l'entourage d'Anaïs Nin, lui dédie un poème — non publié et rédigé en français — intitulé La Naissance de Sherry Martinelli. En 1946 Anatole Broyard (en) fait sa connaissance, et décrira longuement leur relation dans ses mémoires Kafka Was the Rage (1988) où elle apparaît sous le pseudonyme de « Sheri Donatti ». Elle étudie alors la gravure à l'Atelier 17, où elle croise Joan Miró. À cette époque elle expérimente l'héroïne, sans se laisser happer par la dépedance. Elle se consacre à des eaux-fortes « veloutées et douces », pour lesquelles elle trouve son inspiration « dans les formes accidentelles de la nature ».Pour gagner sa vie, elle pose à plusieurs reprises pour Vogue. À William Gaddis qui en tombe amoureux, elle inspire le personnage d'Esme dans son roman The Recognitions (paru en 1955),. Plus tardivement, elle apparaît sous son propre nom dans le roman de David Markson Reader's Block, ou encore sous le nom de Lady Carey dans le roman de 1995 de Larry McMurtry Dead Man's Walk. Richard Peabody publie une anthologie de ses textes (et d'écrits d'autres autrices) dans A Different Beat: Writings by Women of the Beat Generation en 1997. 
Nin et Gaddis partis en Europe, elle fréquente Charlie Parker et les membres du Modern Jazz Quartet. Elle peint notamment un portrait remarquable de leur contrebassiste, Percy Heath, intitulé Daw oo.
Fin 1951, le musicien avec qui elle vit (un certain Joseph Castaldo) lui suggère de rencontrer Ezra Pound, interné dans un hôpital psychiatrique à Washington. Malgré leur différence d'âge (il a soixante-six ans, elle trente-trois) et le mariage de Pound, ils deviennent amants et l'écrivain l'entretient afin qu'elle puisse se consacrer à sa peinture. Les biographes de Pound divergent à son sujet, certains la qualifiant de « jeune femme étrange, plutôt écervelée » voire de « boule étrange manipulatrice et gênante » alors que d'autres estiment qu'elle a alors sauvé la créativité du poète et a été sa source d'inspiration majeure d el'été 1945 à la fin 1957 : dans les derniers Cantos de Pound, Rock-Drill et Thrones,  Sheri apparaît sous diverses formes.  Sous l'influence de l'écrivain, son style de peinture change : elle s'adonne alors aux portraits et surtout aux autoportraits, de petite taille, richement colorés. Pound rédige l'introduction de sa première monographie, La Martinelli (1956), et fait son possible pour promouvoir sa carrière.  En parallèle, Sheri s'essaie à l'écriture.
Mais quand en 1958 Pound sort de l'hôpital, c'est avec une autre qu'il part en Italie. Sheri, ulcérée, trouve assistance chez la poétesse H.D., autre ancienne maîtresse de Pound. Celle-ci écrira à son sujet dans son autobiographie End of Torment, où elle la nomme Undine. Sheri Martinelli épouse alors un autre proche de Pound, Gilbert Lee, de dix ans son cadet, et le couple part mi 1958 pour le Mexique, puis pour San Francisco.
Sheri Martinelli s'intéresse de plus en plus à l'écriture, en prose ou en poésie, qu'elle publie en général dans son propre magazine qu'elle lance à San Francisco, l'Anagogic & Paideumic Review — qui est un des premiers à publier Charles Bukowski et à analyser son travail. Ses nouvelles Mexico, his Thrust Renews: Cheap Hollywood Movie puis The Beggar Girl of Queretaro sont salués par la critique.
À la fin des années 1950 elle est proche de la Beat Generation : Allen Ginsberg en est un ami proche et la mentionne dans l'un de ses poèmes. Elle est connue à San Francisco sous le sobriquet de Queen of the Beats. Le couple, lassé de la ville, emménage dans une cabane à La Honda, puis à l'embouchure du Tunitas Creek (en) dans l'océan Pacifique.
Une première exposition personnelle de ses œuvres picturales est organisée en septembre 1964 au Severance Center de Cleveland.
En 1988, Sheri et Gilbert Lee rentrent dans l'Est pour l'occuper de leur mères malades. Ils s'installent à Falls Church, en Virginie où elle se consacre à classer les archives d'Ezra Pound. Elle y vit jusqu'à sa mort le 3 novembre 1996.
Ses toiles sont collectionnées notamment par l'acteur Rod Steiger et l'écrivain E. E. Cummings. La National Gallery of Art de Washington, le MoMA ou le British Museum détiennent certaines de ses œuvres. 